# Three Points
Three Points é uma Região censo-designada localizada no estado americano do Arizona, no Condado de Pima.

## Demografia
Segundo o censo americano de 2000, a sua população era de 5273 habitantes.

## Geografia
De acordo com o United States Census Bureau tem uma área de 115,3 km², dos quais 115,3 km² cobertos por terra e 0,0 km² cobertos por água. Three Points localiza-se a aproximadamente 775 m acima do nível do mar.

## Localidades na vizinhança
O diagrama seguinte representa as localidades num raio de 40 km ao redor de Three Points.